# Cá sòng

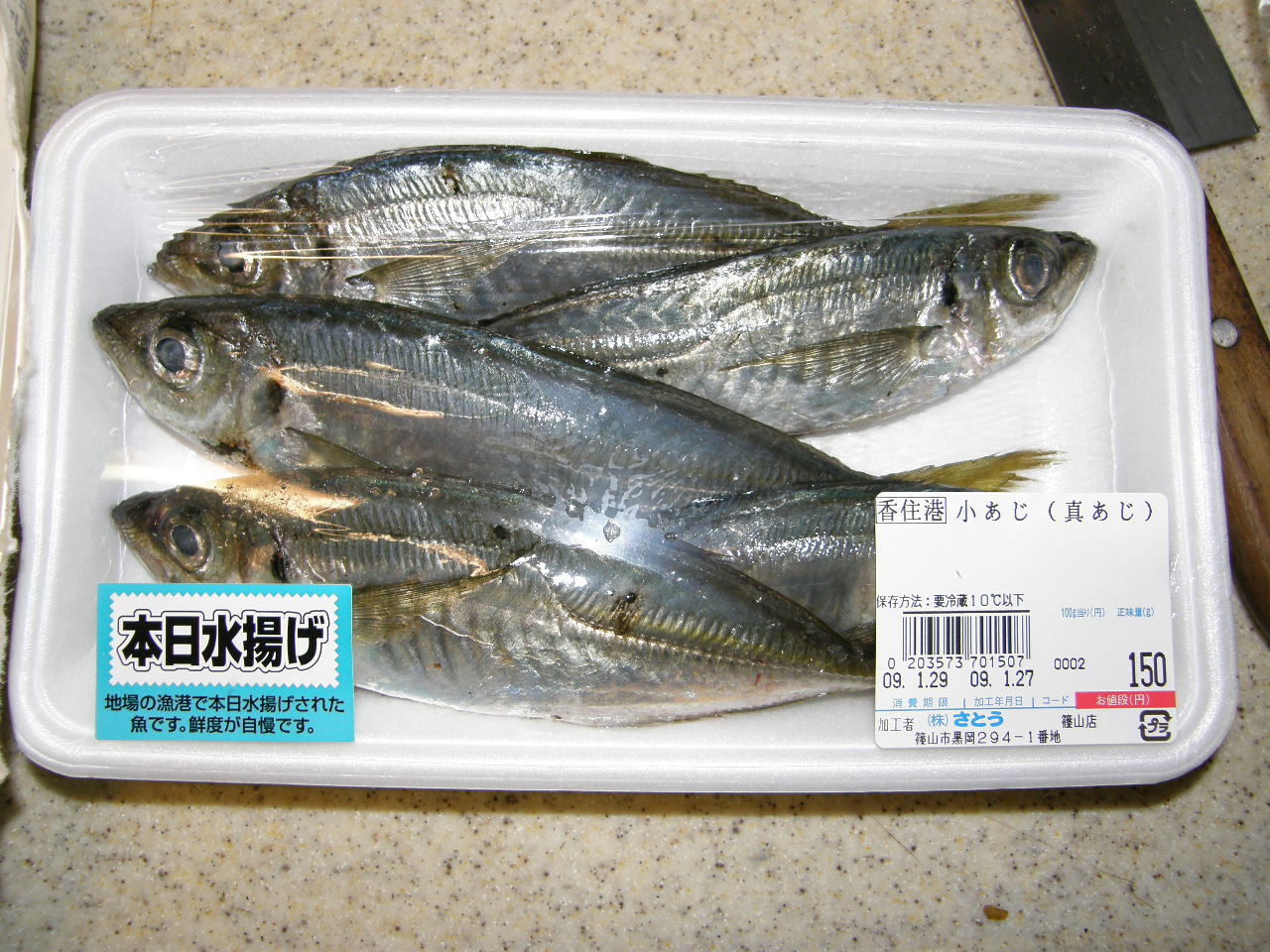
Cá sòng đóng gói trên thị trường

Cá sòng (Danh pháp khoa học: Trachurus) là một chi cá trong họ Cá khế. Trong ẩm thực Nhật Bản, cá sòng còn được gọi là aji. Đây là chi cá có một số loài có giá trị kinh tế và là nguyên liệu hảo hạng cho các món ẩm thực cũng như những món ăn thông dụng, điển hình là loài cá sòng Nhật Bản. Ở Việt Nam, một số loài cá sòng cũng được ghi nhận là có ở vùng biển thuộc tỉnh Quảng Ngãi, Phú Quốc, ở vùng biển Kiên Giang. Cá sòng là một đặc sản của Phú Quốc, Kiên Giang.

## Đặc điểm
Về ngoại hình chung, cá sòng giống cá bạc má, cá ngân, mình cá sòng hơi dẹp, hình lá trầu, có màu nâu trắng, con lớn nhất cỡ trên 1 kg, con nhỏ thường bằng cán dao. Loại ăn ngon nhất là loại cỡ bằng cổ tay người lớn. Dấu hiệu để nhận biết cá sòng tươi là da vảy còn bóng nhẫy, mắt trong sáng, thân hình còn dính cát cong lên trông rất bắt mắt, cá ngon từ thịt đến ruột cá, ít tanh và khá giàu chất dinh dưỡng, thịt cá ngọt, mềm mụp như cá mòi, phần bụng cá, vừa béo vừa bùi và ngon nhất là ruột cá và phần lườn cá. Người ta có câu "Thà bỏ đám giỗ dòng chứ không bỏ ruột cá sòng", cá sòng ở biển nên ruột sạch, vừa dai, giòn, béo lại vừa thơm, khi nấu chín vừa dai vừa giòn, lại béo không ngậy với mùi thơm đặc trưng. Cá sòng ngon thịt nhất khi lớn cỡ cổ tay người lớn và phải còn sống hoặc tươi. Để biết cá sòng tươi, người ta quan sát thấy mắt cá trong, vảy cá bóng, mình cá tròn trịa.

## Các loài
- Trachurus aleevi Rytov & Razumovsya, 1984
- Trachurus capensis Castelnau, 1861
- Trachurus declivis (Jenyns, 1841)
- Trachurus delagoa Nekrasov, 1970
- Trachurus indicus Nekrasov, 1966
- Trachurus japonicus (Temminck & Schlegel, 1844) (Cá sòng Nhật Bản)
- Trachurus lathami Nichols, 1920
- Trachurus longimanus (Norman, 1935)
- Trachurus mediterraneus (Steindachner, 1868)
- Trachurus murphyi Nichols, 1920
- Trachurus novaezelandiae J. Richardson, 1843 (yellowtail horse mackerel)
- Trachurus picturatus (S. Bowdich, 1825)
- Trachurus symmetricus (Ayres, 1855)
- Trachurus trachurus (Linnaeus, 1758)
- Trachurus trecae Cadenat, 1950

## Trongẩm thực

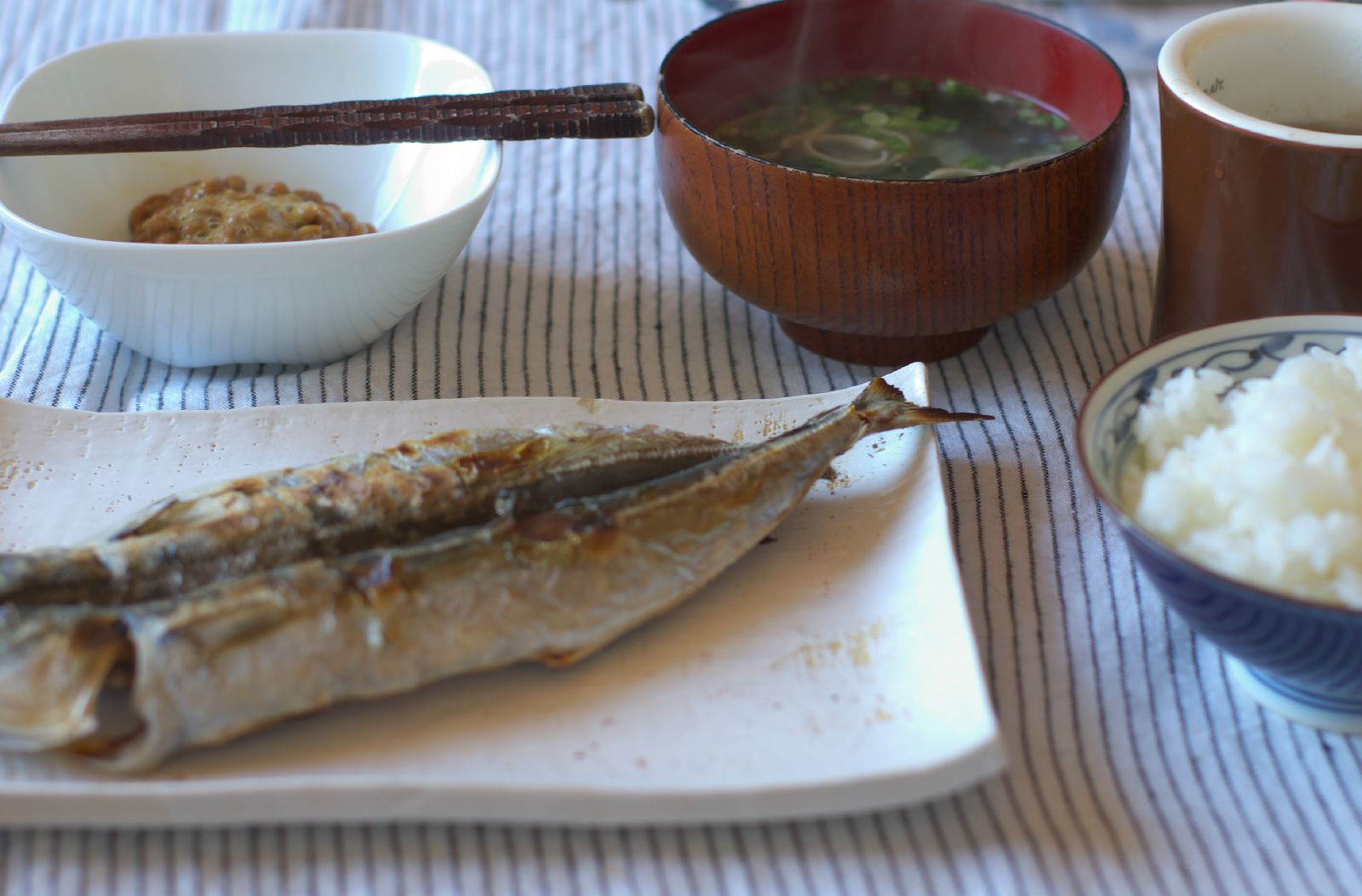
Món cá sòng trong bữa ăn sáng

Cá sòng là nguyên liệu để chế biến thành nhiều món ăn ngon như cá sòng kho lạt (nấu với thơm), cá sòng nướng chấm muối tiêu chanh, cá sòng nấu ngót. Ở Phú Quốc, cá sòng có theo mùa, vào những ngày biển tốt, sóng êm cá sòng có khá nhiều nhưng đến mùa biển động cá sòng hiếm. Cá sòng nướng muối tiêu chanh càng đơn giản bao nhiêu thì độ ngon vị ngọt của cá còn nguyên bấy nhiêu. Cá tươi khi mới lưới bắt về chỉ cần rửa sạch để ráo rồi nướng trên bếp than hồng, thường xuyên trở mặt để cá được chín đều. Cá sòng có nhiều ở vùng biển Kiên Giang người dân nơi đây đánh bắt cá sòng bằng lưới vây, đối với món cá sòng nấu ngót, bắt con cá sòng còn tươi, đập đầu, cắt bỏ vây, bỏ mang, rửa sạch, để ráo. Bắc nồi nước trên bếp lửa.
Nước sôi, thả vào nồi cà chua xắt làm sáu hoặc làm tám, khóm xắt miếng. Nước sôi, cho cá sòng vào nấu đến khi thấy thịt cá sòng vừa chín tới thì nêm nếm gia vị vừa ăn, tắt lửa trước khi cho hành, ngò vào. Bí quyết để món ngót cá sòng ngon phải canh vừa lửa cho cá chín tới, nếu nấu quá lâu, nước canh đục, thịt cá bã, mất ngon. Đối với món cá sòng nướng thì cá sòng nướng. Cá sòng nướng ngon nhất phải có những điều kiện bắt buộc: cá tươi xanh, than củi thật khô, bếp lò vừa cỡ. Cá không cần móc mang, bỏ ruột, đặt lên vỉ trên bếp than, Khi thấy hai bên mình cá vàng ươm, tươm mỡ thơm nức mũi là cá vừa chín tới. Cá sòng kho dưa cải Cá sòng kho dưa cải, cá sòng nấu ngọt ngon, bổ, thích hợp trong bữa ăn của mỗi gia đình.